# جون رابینسون
جون وایولت رابینسون (Joan Violet Robinson)‏ FBA (نام هنگام تولد: موریس) (۳۱ اکتبر ۱۹۰۳–۵ اوت ۱۹۸۳)، اقتصاددان بریتانیایی بود که به خاطر خدماتش در علم اقتصاد شناخته شده‌بود. او شخصیت مرکزی در حوزه‌ای بود که بعدها به اقتصاد پساکینزی معروف‌گشت.

## زندگی
پدر جون، فردریک بارتون موریس، قبل از ترک نبرد در جنگ بوئر دوم با مارگارت هلن مارش که دختر فردریک هوارد مارش و خواهر ادوارد مارش بود، در میدان هانور سنت جورج ازدواج‌کرد. جون موریس در ۱۹۰۳ میلادی، یک سال پس از بازگشت پدرش از آفریقا بدنیا آمد.
رابینسون طی جنگ جهانی دوم بر روی کمیته‌های مختلفی برای دولت ملی زمان جنگ کار کرد. او طی این دوره به اتحاد جماهیر شوروی و چین رفته و به ملل درحال توسعه و توسعه‌نیافته علاقه‌مند شد.
رابینسون از افرادی بود که به‌طور مکرر به مرکز مطالعات توسعه‌ای (CDS) در تیرووانانتاپورام سر می‌زد. او همکار ملاقات کننده طی سال‌های میانی دهه ۱۹۷۰ میلادی بود. وی بودجه‌ای را وقف پشتیبانی از درسنامه‌های عمومی در این مرکز نمود. او از ملاقات‌کنندگان مکرر به CDS تا ژانویه ۱۹۸۲ میلادی بود و در تمامی فعالیت‌های مرکز، به‌ویژه سمینارهای دانشجویی شرکت‌می‌نمود. استاد رابینسون حق امتیاز دوتا از کتاب‌هایش («نوشتجات اقتصادی منتخب»، بمبئی ، انتشارات دانشگاه آکسفورد، ۱۹۷۴ میلادی و «مقدمه‌ای بر اقتصاد مدرن»، همراه با جان ایتول، دهلی تاتا مک‌گراوهیل، ۱۹۷۴ میلادی) را به CDS اهدا‌نمود.
همچنین رابینسون چندین سفر به چین داشت و مشاهدات و تحلیل‌های خود را در «چین: چشم‌انداز اقتصادی (۱۹۵۸)»، «انقلاب فرهنگی در چین (۱۹۶۹)» و «مدیریت اقتصادی در چین (۱۹۷۵، ویرایش سوم، ۱۹۷۶)» گزارش می‌نمود، در آنجا بود که از فرهنگ انقلابی چین تقدیر نمود. در اکتبر ۱۹۶۴ میلادی، رابینسون به کره شمالی نیز رفت که به‌طور مؤثری حکومت کمونیستی تک-حزبی بود و در گزارشش نوشت «معجزه کره‌ای» و این که موفقیت کشور ناشی از «تمرکز شدید کره‌ای‌ها بر روی غرور ملی» تحت حاکمیت کیم ایل سونگ است «که یک مسیح نجات‌بخش است نه دیکتاتور». همچنین او به تقسیم دو کره اینگونه اشاره می‌کند: «مشخصاً، دیر یا زود این کشور باید با جذب کره جنوبی به سوسیالیسم، مجدداً متحد شود». او طی آخرین دهه عمرش آنگونه که مثلاً در یادداشتش تحت عنوان «پاکسازی بهاری» عنوان کرد، بیش از پیش در مورد امکان اصلاح نظریات اقتصادی بدبین شده بود.

## تحصیلات
او اقتصاد را در کالج گیرتون، کمبریج مطالعه کرد و بلافاصله پس از فارغ‌التحصیلی در ۱۹۲۵ میلادی با اقتصاددانی به نام اوستین رابینسون ازدواج کرد. در ۱۹۳۷ میلادی، مدرس اقتصاد در دانشگاه کمبریج شد. او به آکادمی بریتانیا طی ۱۹۵۸ میلادی پیوست و به عنوان همکار نیونهام کالج در ۱۹۶۲ انتخاب شد. در ۱۹۶۵ میلادی، سمت استاد تمامی و همکار کالج گیرتون را کسب نمود. در ۱۹۷۹ میلادی، تنها چهار سال قبل از مرگش، اولین زنی شد که جزو همکاران افتخاری کالج کینگ، کمبریج شد.
رابینسون به عنوان عضوی از «مدرسه کمبریج» اقتصاد، از نظریه عمومی کینزی حمایت کرده و به تفسیر آن پرداخت. به‌ویژه در مورد اثرات آن در ایجاد کار طی ۱۹۳۶ و ۱۹۳۷ میلادی (تلاش کرد تا دینامیک استخدام را در میانه رکود بزرگ توضیح دهد) می‌نوشت.

### آثار
در ۱۹۳۳، کتاب او با عنوان «اقتصاد رقابت ناکامل»، اصطلاح «انحصار خرید» (monopsony) را ابداع کرد که جهت توصیف همان عکس مفهوم مونوپولی فروشنده است. مونوپسونی اغلب در مورد خریداران کار اعمال می‌گردد که در آن استخدامگر قدرت تعیین دستمزد را دارد که به او امکان به کار بردن بهره‌کشی «پیگوویانی» را داده و باعث شده تا دستمزد کمتری نسبت به حاشیه تولید به کارگران پرداخت شود. رابینسون از این اصطلاح جهت توصیف شکاف درآمدی بین کارگران زن و مردی که تولیدگری یکسانی دارند استفاده‌نمود.
رابینسون در ۱۹۴۲ میلادی در کتاب معروفی تحت عنوان «انشایی در رابطه با اقتصاد مارکسی»، بر روی کارل مارکس به عنوان یک اقتصاددان تمرکز کرده و کمک کرد تا مناظرات پیرامون این جنبه از میراث وی زنده‌شود.
رابینسون در ۱۹۵۶ میلادی شاهکارش را تحت‌عنوان «تجمع سرمایه» منتشر کرد که کینزی‌گرایی را به «لانگ ران» (long-run) توسعه‌داد.
او در ۱۹۶۲ میلادی، کتاب دیگری را در رابطه با رشد اقتصادی تحت عنوان «یادداشت‌هایی در نظریه رشد اقتصادی» منتشر نمود که به بحث پیرامون مسیرهای رشد در عصر طلایی می‌پرداخت. سپس نظریه رشد کمبریج را با نیکلاس کلدور توسعه داد. او به عنوان یک عضو افتخاری خارجی در فرهنگستان هنر و علوم آمریکا در ۱۹۶۴ میلادی انتخاب‌شد.
وی نزدیک اواخر عمرش به مطالعه و تمرکز پیرامون مسائل روش‌شناختی در اقتصاد پرداخت و تلاش کرد تا پیام اولیه نظریه عمومی کینز را بازیابی کند. او بین سال‌های ۱۹۶۲ تا ۱۹۸۰ میلادی کتابهای اقتصادی زیادی برای عوام نوشت. رابینسون پیشنهاد کرد تا جهت تجدید حیات اقتصاد کلاسیک، نظریه جایگزینی توسعه یابد.
«انقلاب فرهنگی در چین» با این دیدگاه نوشته شده تا تفکر پشت انقلاب، به‌ویژه دغدغه‌های مائو تسه‌تونگ را درک کند. به مائو در این اثر اینگونه نگریسته شده که هدف او ایجاد حس انقلابی در توده مردم است، حسی که تصور می‌شد قادر است «حزب را مجدداً آموزش دهد» (صفحات ۲۰ و ۲۷) و نم نم اینگونه جا اندازد که مردم نیاز به هدایت حزب دارند نه برعکس (صفحه ۲۰) و این که آموزش مجدد روشنفکرانی که قادر نبودند تا نقش خویش را در جامعه، همانند بقیه گروه‌ها دریابند، یعنی همان نقش «خدمت به مردم» (صفحات ۳۳ و ۴۳) و در نهایت تضمین توالی و جانشینی که به صورت موروثی توسط حزب یا حتی خود مائو مدیریت نشود، بلکه محصولی از برهمکنش بین افراد و حزبی تجدید حیات شده باشد (صفحه ۲۶).
در کل، این کتاب بر جنبه‌های مثبت نیات «ملایم و انسانی» مائو تأکید دارد (صفحه ۱۹)، نه این که بر «خشونت و بی‌نظمی» که به ما گفته شده «هر از گاهی» در رابطه «مخالفت‌های شدید» (که در همین کتاب ذکر شده) با آرزوهای مائو روی داده‌است. به نظر می‌آید که رابینسون، تجدید حیات مارکسیسم کلاسیک را در دیدگاه‌های مائو در رابطه با ارتباط بین مبنا و ابرساختار را تصدیق می‌کند: «در دیدگاه کلاسیک، رابطه یک طرفه‌ای بین بنیان و ابرساختار وجود دارد که یکی دیگری را تعیین می‌کند، اما مائو نشان می‌دهد که ابرساختار ممکن است بر روی بنیان نیز اثر بگذارد: ایده‌ها ممکن است مبدل به نیروی مادی شوند» (صفحه ۱۲). او تأیید می‌کند که «مارکسیست‌های سبک قدیم، ممکن است این مسئله را به عنوان نوعی انحراف تلقی کنند، اما چنین دیدگاهی به سختی منطقی خواهد بود» (همان کتاب).
دیوان عالی ایالات متحده در ژوئن ۲۰۱۹ میلادی از نظریه مونوپسونی رابینسون در تصمیمش در رابطه با پرونده «اپل در مقابل پپر» استفاده نمود. قاضی برت کاوانا نظر اکثریت را ارائه داد که می‌گفت می‌توان اپل را توسط توسعه‌دهندگان برنامه‌ها، «بر پایه نظریه مونوپسونی» مورد پیگرد قانونی قرارداد.

## دستاوردها
در ۱۹۴۵ میلادی، او به عنوان کمیته مشاوران در رابطه با تحقیقات ساخت و ساز وزارت کار منصوب شد. او تنها اقتصاددان و تنها زن عضو کمیته بود.
در ۱۹۴۸ میلادی، به عنوان اولین عضو اقتصاددان کمیسیون مونوپولی‌ها و ادغامگران منصوب گشت.
در ۱۹۴۹ میلادی توسط راگنار فریش دعوت شد تا نایب رئیس انجمن اقتصادسنجی شود، اما این درخواست توسط دیگران رد شد با گفتن این مطلب که رابینسون نمی‌تواند عضو کمیته ویرایشگران ژورنالی باشد که قادر به خواندنش نیست.
طی دهه ۱۹۶۰ میلادی، او همراه با پییرو سرافا از مشارکت‌کنندگان عمده در «مناقشه سرمایه کمبریج» بود.
حداقل دوتا از دانشجویانی که تحت نظر او مطالعه نمودند، برنده جایزه نوبل علوم اقتصادی شدند: آمارتیا سن و جوزف استیگلیتز. استیگلیتز در یادداشت‌های خود-زندگی‌نامه‌ایش که برای بنیاد نوبل تهیه شده بود، رابطه خود با رابینسون را «پرآشوب» توصیف کرد و رابینسون را اینگونه توصیف کرد که با «نحوه پرسشگری بی‌حیاگونهٔ دانشجویان آمریکایی» عادت نداشت؛ لذا استیگلیتز پس از یک دوره استاد راهنمای خود را عوض کرد و به سوی فرانک هاهن رفت. آمارتیا سن نیز در یادداشت‌های خود-زندگی‌نامه‌ای که ارائه داد رابینسون را اینگونه توصیف کرد: «کاملاً باهوش، اما شدیداً ناشکیبا».
رابینسون همچنین مانموهان سینگ که نخست‌وزیر هند بود را تحت تأثیر قرار داد و موجب شد که رهیافتش را نسبت به سیاست‌های اقتصادی تغییر دهد.

## خانواده
پدر جون، فردریک بارتون موری و مادرش مارگارت هلن مارش بود.
جون موریس با همکار اقتصاددانش اوستین رابینسون در ۱۹۲۶ میلادی ازدواج کرد. آنها دو دختر داشتند.
جراح برجسته لندنی و آکادمیک کمبریجی، هوارد مارش، پدربزرگ مادری جون رابینسون بود.

## تقدیر
در ۲۰۱۶ میلادی، شورای دانشگاه کمبریج، استفاده از نام رابینسون را در «توسعه شمال غرب کمبریج» تأییدکرد.

## آثار عمده
- «اقتصاد رقابت ناکامل» (The Economics of Imperfect Competition) (1933)
- «نوشتجاتی در رابطه با نظریه استخدام» (Essays in the Theory of Employment) (1937)
- «یادداشتی در مورد اقتصاد مارکسی» (An Essay on Marxian Economics) (1942)، ویرایش دوم (۱۹۶۶) (انتشارات مک‌میلان با شابک ۳۳۳-۰۵۸۰۰-۳)
- «عملکرد تولیدی و نظریه سرمایه» (The Production Function and the Theory of Capital) (1953)
- «تجمع سرمایه» (Accumulation of Capital) (1956)
- «تمریناتی در تحلیل اقتصادی» (Exercises in Economic Analysis) (1960)
- «نوشتجاتی در نظریه رشد اقتصادی» (Essays in the Theory of Economic Growth) (1962)
- «فلسفه اقتصادی: یادداشتی در باب ترقی تفکر اقتصادی» (Economic Philosophy: An Essay on the Progress of Economic Thought) (1962)
- «آزادی و ضرورت: مقدمه‌ای بر مطالعه جامعه» (Freedom and Necessity: An Introduction to the Study of Society) (1970)
- «انحرافات اقتصادی: برخی از سؤالات قدیمی پیرامون نظریه اقتصادی» (Economic Heresies: Some Old Fashioned Questions in Economic Theory) (1971)
- «خدماتی به اقتصاد مدرن» (Contributions to Modern Economics) (1978)

### کتب درسی برای غیر حرفه‌ای‌ها
- «اقتصاد موضوع مهمیست: عذرخواهی یک اقتصاددان به آن ریاضیدان، آن دانشمند و آن مرد ساده (۱۹۳۲)، دبلیو. هفر و فرزندان» (Economics is a serious subject: The apologia of an economist to the mathematician, the scientist and the plain man (1932), W. Heffer & Sons)
- «مقدمه‌ای بر نظریه استخدام» (Introduction to the Theory of Employment) (1937)
- «انقلاب فرهنگی در چین»، هارموندسورث: پلیکان اوریجینال (The Cultural Revolution in China, Harmondsworth: Pelican Original) (1969)
- «مقدمه‌ای بر اقتصاد مدرن» همراه با جان ایتول (An Introduction to Modern Economics) (1973)
- «مسابقه دستان»، درسنامه‌های تانر در مورد ارزش‌های انسانی (The Arms Race) (1981)